# Neraspadljivost
Neraspadljivost je rimokatoličko i pravoslavno vjerovanje u božansku intervenciju kod nekih ljudskih tijela (posebno svetaca i blaženika) kako bi se izbjegao normalan proces razgradnje nakon smrti, kao znak njihove svetosti. Balzamirano tijelo se ne priznaje kao neraspadljivo. Na primjer, iako je tijelo pape Ivana XXIII. ostalo u izuzetno netaknutom stanju nakon njegove ekshumacije, crkveni dužnosnici su napomenuli da je tijelo balzamirano.

## Rimokatolička crkva

### Svetci
- Sv. Agata[3]
- Sv. Agneza Montepulčianska[4]
- Sv. Albert Veliki[5]
- Sv. Alphege Kanterburški
- Sv. Alfons Liguori[6]
- Sv. Andrija Bobola[7]
- Sv. Anđela Merici[8]
- Sv. Annibale Maria di Francia
- Sv. Antun Marija Zaharija[9]
- Sv. Antun Padovanski
- Sv. Benedikt iz Palerma[10]
- Sv. Bénézet
- Sv. Bernardica Soubirus[11]
- Sv. Bernardin Sijenski[12]
- Sv. Kamilo de Lellis[13]
- Sv. Katarina Laboure[14]
- Sv. Katarina Bolonjska[15]
- Sv. Katarina Đenovska[16]
- Sv. Katarina de Ricci[17]
- Sv. Katarina Sijenska[18]
- Sv. Šarbel Makhluf[19]
- Sv. Karlo Boromejski[20]
- Sv. Cecilija[21]
- Sv. Klara iz Montefalca[22]
- Sv. Klara Asiška
- Sv. Koloman iz Stockeraua
- Sv. Kutbert
- Sv. Didak Alkalski[23]
- Sv. Dominik Savio
- Sv. Edmund Rich
- Sv. Edvard III. Ispovjednik[24]
- Sv. Etheldreda
- Sv. Eustochia Calafato
- Sv. Franciska Rimska
- Sv. Franjo Paulski[25]
- Sv. Franjo Saleški
- Sv. Franjo Ksaverski[26]
- Sv. Franciska Cabrini
- Sv. George Preca[27]
- Sv. Germana Cousin
- Sv. Guthlac
- Sv. Herkulanus Piegarski
- Sv. Hugo iz Linkolna
- Sv. Idesbald
- Sv. Izidor Radnik[28]
- Sv. Ivana Franciska de Chantal
- Sv. Ivan Vianney[29]
- Sv. Jeanne de Lestonnac
- Sv. Joaquina Vedruna de Mas
- Sv. Ivan Bosco[30]
- Sv. Ivan Neumann
- Sv. Ivan od Boga
- Sv. Ivan od Križa
- Sv. Ivan Southworth
- Sv. Jozafat[31]
- Sv. Julija Billiart
- Sv. Luj Bertrand
- Sv. Luja de Marillac
- Sv. Luigi Orione[32]
- Sv. Lucija Filippini
- Sv. Madeleine Sophie Barat
- Sv. Mala Terezija[33]
- Sv. Margareta Kortonska
- Sv. María de Ágreda
- Sv. María de León Bello y Delgado
- Sv. Marija Goretti
- Sv. Martin iz Porresa
- Sv. Magdalena de Pazzi
- Sv. Narcisa od Isusa
- Sv. Nikola Tolentinski
- Sv. Pacifik iz San Severina
- Sv. Paula Frassinetti
- Sv. Paškal Bajlonski
- Sv. Peregrin Laziosi
- Sv. Filip Neri[34]
- Sv. Filomena[35]
- Sv. Petar Julijan Eymard[36]
- Sv. Pio iz Pietrelcine[37]
- Sv. Rafael Guízar y Valencia
- Sv. Rita[38]
- Sv. Romuald
- Sv. Ruža Limska
- Sv. Ruža Viterbska
- Sv. Ruža Filipina Duchesne
- Sv. Silvan[39]
- Sv. Sperandia[40]
- Sv. Stanislav Kostka[41]
- Sv. Terezija Avilska[42]
- Sv. Terezija Margareta od Srca Isusova
- Sv. Ubald
- Sv. Veronika Giuliani
- Sv. Vinko Pallotti
- Sv. Vinko Paulski[43]
- Sv. Waltheof
- Sv. Werburgh
- Sv. Withburga
- Sv. Wunibald
- Sv. Zita[44]

### Blaženici
- Bl. Alfred Ildefons Schuster
- Bl. Imelda Lambertini
- Bl. Marija od Božanskoga Srca [45]
- Bl. Mafalda Portugalska[46]
- Bl. Carlo Acutis

## Pravoslavna crkva

### Svetci
- Antonije, Ivan i Eustahije
- Dimitrije Rostovski
- Ivan Ruski
- Job Počajivski
- Aleksandar Svirski
- Petka
- Spiridon
- Serafim Sarovski
- Nektarije Eginski
- Joachim Andreievich Gorlenko
- Zosima